# ليسوم هوتي
ليسوم هوتي (الاسم العلمي: Illicium hottense) هو نوع نباتي يتبع جنس الليسوم من فصيلة الشزندرية.